# Harry Potter e o Leopardo contra o Dragão
Harry Potter e o Leopardo Contra o Dragão é uma continuação falsificada da série de livros denominada Harry Potter que foi posta à venda na República Popular da China. Esse livro, miseravelmente escrito por um ghost-writer chinês, contêm personagens de vários autores, incluindo Gandalf, de o Senhor dos Anéis, e o Mágico de Oz, de L. Frank Baum. Mas a história criada pelo autor chinês não tem muitas semelhanças com as que foram criadas por J. K. Rowling até agora. Em Harry Potter e o Leopardo Contra o Dragão, o jovem mágico é apanhado por uma chuva misteriosa e é transformado em um duende gordo e cabeludo. Além disso, Harry perde seus poderes mágicos ao lutar contra um agente do mal transfigurado em um dragão.
Outros personagens das histórias originais foram ressuscitados e outros novos inventados na versão chinesa. Os advogados de Rowling venceram a ação contra os editores, que tiveram de pagar indenizações.